# تامی مالون
تامی مالون (انگلیسی: Tommy Malone؛ ۲۹ ژوئیه ۱۹۱۸ – ۱۶ ژوئن ۱۹۶۸) بازیکن بسکتبال اهل جمهوری ایرلند بود. وی در بازی‌های المپیک تابستانی ۱۹۴۸ شرکت کرده‌است.